# Gotenstellung

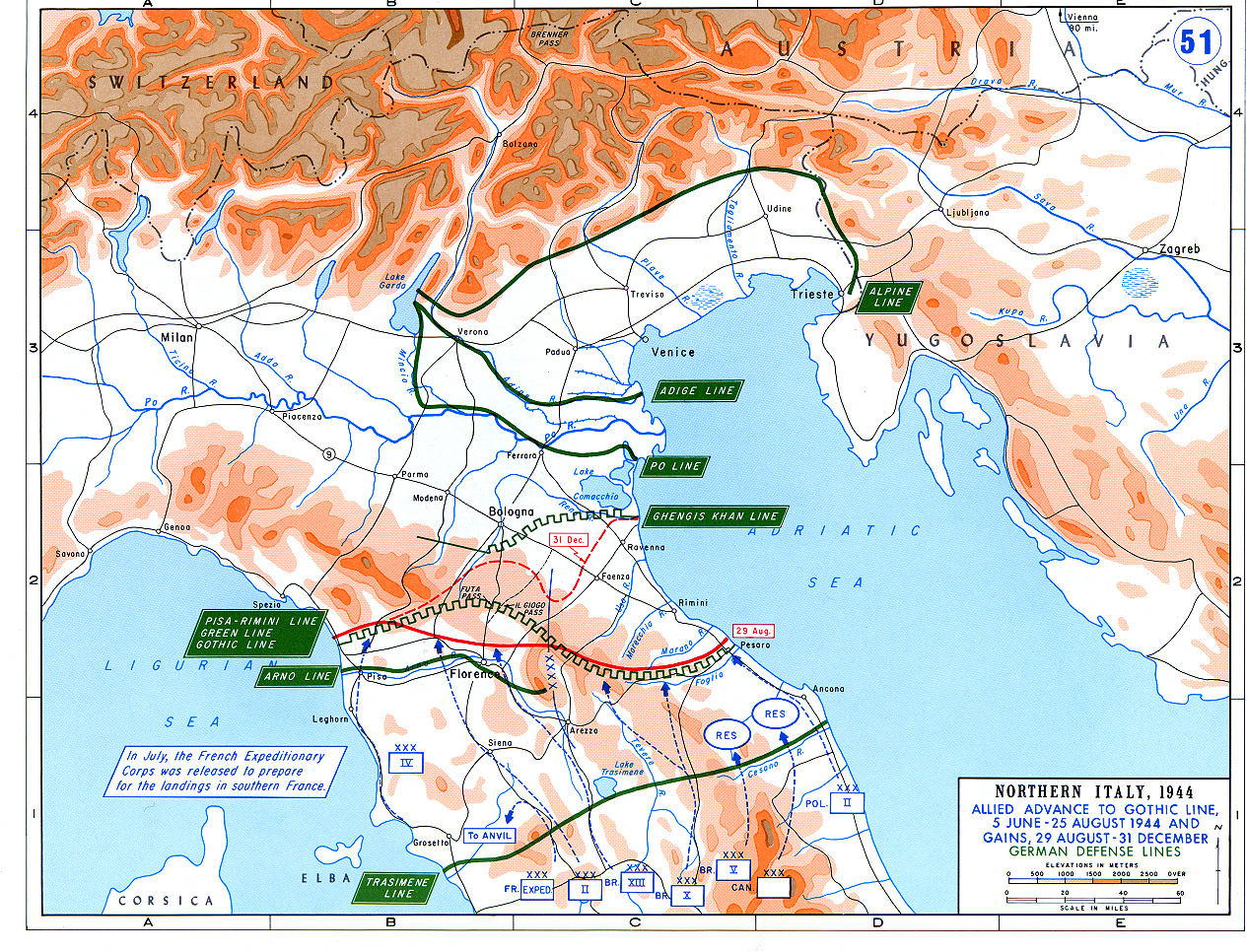
Entwicklung der Front zwischen Juni und Dezember 1944

Die Gotenstellung (englisch Gothic Line, italienisch Linea Gotica) war im Zweiten Weltkrieg der Name jener zusammenhängenden deutschen Befestigungen, die vom Tyrrhenischen Meer im Westen bis zur Adria im Osten über die gesamte Italienische Halbinsel reichten. Über eine Länge von etwa 320 und eine Tiefe von bis zu 30 Kilometern sollte sie die von Süden vorrückenden alliierten Streitkräfte am weiteren Vormarsch und einem Durchbruch in die Po-Ebene hindern.
Deutsche Truppen von Wehrmacht und Waffen-SS, zusammen mit Truppen der verbündeten Italienischen Sozialrepublik (italienisch Repubblica Sociale Italiana, kurz nur RSI), hielten die Gotenlinie unter dem Oberbefehl von Albert Kesselring und zuletzt Heinrich von Vietinghoff besetzt, bis den alliierten Streitkräften unter dem Oberbefehl von Harold Alexander im April 1945 bei Bologna der Durchbruch gelang. Dies führte zu einer ausweglosen Lage der Deutschen und Italienischen Verbände und am 29. April 1945 zu deren bedingungsloser Kapitulation auf dem Kriegsschauplatz Italien mit Wirkung zum 2. Mai 1945.
Mitte Mai 1944 war die Gotenstellung in „Grüne Linie“ umbenannt worden, offenbar um Assoziationen mit dem Untergang der Goten zu vermeiden.

## Geschichte
Die Gotenstellung war eine Defensivstellung, die aus einer Reihe von Befestigungen auf dem Bergkamm des Apennins bestand. Sie war unter Aufsicht von Generalmajor Hans Leyers von deutschen Soldaten, Kriegsgefangenen und dazu herangezogener Zivilbevölkerung nach der Landung der Alliierten auf Sizilien (9. Juli 1943) aufgebaut worden, um den Vormarsch der Alliierten nach deren erwarteter  Invasion Italiens aufzuhalten.
In Bezug auf Besatzung und Ausrüstung war die Gotenstellung nicht so aufwändig wie die Siegfried-Linie. Die Anlage nutzte die geomorphologischen Gegebenheiten der bergigen Landschaft aus; zur Abriegelung wurden Minenfelder, Drahtzäune, Bunker für Artillerie und Maschinengewehre und Ähnliches verwendet. Am stärksten befestigt waren die Gebiete an den Küsten und die Zone um den Futapass.
Im September 1944 wurde die Gotenstellung von den Alliierten mehrfach angegriffen. Dabei konnten sie an vielen Stellen in die vordersten Linien einbrechen, waren jedoch nicht imstande, die Stellung zu durchbrechen. Die schweren Verluste, Schwierigkeiten bei der Zufuhr von Munition und sonstigem Nachschub zur Fortführung der Angriffe sowie auch die nachteilige Wetterlage zwangen die Alliierten zwischen Herbst 1944 und Frühjahr 1945 zum Halt.
Ende April 1945 wurde die Gotenstellung von den Alliierten im Zuge ihrer Frühjahrsoffensive endgültig durchbrochen. Es wird geschätzt, dass die Zahl der Opfer der Kämpfe ungefähr 75.000 Mann auf der Seite der Deutschen (darin sind Gefallene, Verwundete und Vermisste enthalten) und rund 65.000 Mann auf der Seite der Alliierten betrug.